# Ajia-do Animation Works
Ajia-do Animation Works (jap. 株式会社亜細亜堂 Kabushiki-gaisha Ajiadō) – japońskie studio animacji założone 4 października 1978 w Saitamie przez Tsutomu Shibayamę, Osamu Kobayashiego i Michishiro Yamadę, byłych członków studia A Production.

## Produkcje

### Seriale telewizyjne
- Miracle Girls (1993)[2]
- Nintama Rantarō (1993–obecnie)[3]
- Wankorobe (1996–1997)[4]
- Kaiketsu Zorori (2004–2005)[3]
- Majime ni fumajime kaiketsu Zorori (2005–2007)
- Zettai shōnen (2005)[3]
- Kujibiki Unbalance (2006)[3]
- Eikoku koi monogatari Emma: Dai 2-ki (2007)[3]
- DD Hokuto no ken (2013–2015)[3]
- Hokuto no ken: Ichigo aji (2015)
- Izetta: The Last Witch (2016)[3]
- Isekai maō to shōkan shōjo no dorei majutsu (2018)[3]
- Ascendance of a Bookworm (2019–2022)[3]
- Kakushigoto (2020)[3]
- Motto! Majime ni fumajime kaiketsu Zorori (2020–2022)[3]
- Kemono Jihen (2021)[3]
- Revenger (2023)[3]
- Znaki naszych uczuć (2024)[5]

### Filmy
- Kakkun Cafe (1984)[6]
- Maison Ikkoku: Kanketsuhen (1988; film telewizyjny)[7]
- J League o 100-bai tanoshiku miru hōhō!! (1994)[8]
- Eiga Nintama Rantarō (1996)[9]
- Donguri no ie (1997)[10]
- Majime ni fumajime kaiketsu Zorori: Nazo no otakara daisakusen (2006)[3]
- Omae umasō da na (2010)[3]
- Gekijōban anime Nintama Rantarō ninjutsu gakuen zenin shutsudō! no dan (2011)[3]
- Magic Tree House (2011)[3]
- Kaiketsu Zorori Da-da-da-daibōken! (2012)[3]
- Kaiketsu Zorori: Mamoru ze! Kyōryū no tamago (2013)[3]
- Kaiketsu Zorori: Uchū no yūsha-tachi (2015)[11]
- Eiga kaiketsu Zorori ZZ no himitsu (2017)[3]
- Bokura no nanokan sensō (2019)[3]
- Kakushigoto (2021; film kompilacyjny)[3]
- Gekijōban Nintama Rantarō dokutake ninjatai saikyō no gunshi (2024)[12]

### OVA/ONA
- Twilight Q (1987)[13]
- Shiratori Reiko de gozaimasu! (1990)[14]
- Spirit of Wonder: Chaina-san no yūutsu (1992)[3]
- Yokohama kaidashi kikō (1998)[3]
- Azumanga Web Daioh (2000)[15]
- Spirit of Wonder (2001–2004)[3]
- Yokohama kaidashi kikō: Quiet Country Cafe (2002–2003)[3]
- Kujibiki Unbalance (2004–2005; we współpracy z Palm Studio)[16]
- Genshiken (2006–2007)[17]
- Ascendance of a Bookworm (2020)[18]